# فهرست پرفروش‌ترین نویسندگان ادبیات داستانی
این فهرستی از پرفروش‌ترین نویسندگان ادبیات داستانی تمام دوران‌ها است.
در حالی که یافتن اعداد دقیق فروش برای هر نویسنده ای تقریباً غیرممکن است، لیست بر اساس اعداد تقریبی ارائه شده یا تکرار شده توسط منابع معتبر است. «پرفروش‌ترین» به تعداد تخمینی نسخه‌های فروخته شده از همه کتاب‌های داستانی نوشته شده یا نوشته شده توسط یک نویسنده اشاره دارد. برای اینکه فهرست قابل مدیریت باشد، فقط نویسندگانی که حداقل ۱۰۰ میلیون فروش تخمین زده شده‌اند را شامل می‌شود. نویسندگان کتاب‌های کمیک شامل نمی‌شوند مگر اینکه در قالب کتاب منتشر شده باشند (به عنوان مثال، آلبوم‌های کمیک، مجلدات مانگا تانکوبون، جلد شومیز تجاری، یا رمان‌های گرافیکی).
نویسندگانی مانند جین آستن، میگل دی سروانتس، الکساندر دوما، چارلز دیکنز، آرتور کانن دویل، ویکتور هوگو، ژول ورن، ریک ریوردان، ارنست همینگوی، جک هیگینز، آیزاک آسیموف و لئون اوریس در جدول درج نشده‌اند. ارقام را می‌توان یافت - اگرچه نشانه‌هایی وجود دارد که آنها نیز بیش از ۱۰۰ میلیون نسخه از آثار خود را در دست چاپ دارند.

## فهرست
برآوردها مربوط به سال های مختلف است و بنابراین به طور مستقیم قابل مقایسه نیستند.
| نویسنده         | حداقل فروش برآورد شده | حداکثر فروش برآورد شده | زبان اصلی    | ژانر و/یا آثار اصلی                                                      | تعداد کتب | ملیت                |
| --------------- | --------------------- | ---------------------- | ------------ | ------------------------------------------------------------------------ | --------- | ------------------- |
| ویلیام شکسپیر   | ۲ میلیارد             | ۴ میلیارد              | زبان انگلیسی | نمایشنامه‌های شکسپیر و سونت‌های شکسپیر، نمونه: رومئو و ژولیت, مکبث، و هملت | ۴۲        | پادشاهی انگلستان    |
| آگاتا کریستی    | ۲ میلیارد             | ۴ میلیارد              | انگلیسی      | خانم مارپل و هرکول پوآرو                                                 | ۸۶        | پادشاهی انگلستان    |
| باربارا کارتلند | ۵۰۰ میلیون            | ۱ میلیارد              | انگلیسی      | رمان عاشقانه                                                             | ۷۲۳       | پادشاهی انگلستان    |
| دانیل استیل     | ۵۰۰ میلیون            | ۸۰۰ میلیون             | انگلیسی      | داستان عمومی، عاشقانه                                                    | ۱۷۹       | ایالات متحده آمریکا |
| هارولد رابینز   | ۷۵۰ میلیون            | ۷۵۰ میلیون             | انگلیسی      | داستان ماجراجویی                                                         | ۲۳        | ایالات متحده آمریکا |